# Brania gallagheri
Brania gallagheri är en ringmaskart som beskrevs av Thomas H. Perkins 1981. Brania gallagheri ingår i släktet Brania och familjen Syllidae.
Artens utbredningsområde är Mexikanska golfen. Inga underarter finns listade i Catalogue of Life.